# Proiezione di Natta

Proiezione di Natta di un polimero isotattico.

In stereochimica, la proiezione di Natta (o formula proiettiva di Natta, dal nome del suo ideatore, il chimico italiano Giulio Natta) è una rappresentazione convenzionale in due dimensioni della completa disposizione stereochimica di molecole organiche, attraverso una particolare formula schematica, in cui è riportata solo lo catena carboniosa principale per mezzo dei suoi legami. Nella geometria molecolare tetraedrica determinata dal carbonio, la catena principale a zig-zag si considera nel piano del foglio (legami chimici indicati da segmenti continui), collocando quindi i sostituenti o al di sopra del foglio (legami chimici rappresentati da cunei pieni) o al di sotto (legami presentati come cunei tratteggiati).
La rappresentazione di Natta viene spesso utilizzata per evidenziare la tatticità di un polimero.